# Thomas Augustinussen
Thomas Augustinussen (Svendborg, Dinamarca, 20 de marzo de 1981) es un exfutbolista internacional danés. Jugaba de centrocampista y su último equipo fue el Aalborg BK.

## Biografía
Thomas Augustinussen empezó su carrera como delantero, aunque actualmente actúa de centrocampista defensivo.
Ha jugado siempre en el Aalborg BK. Empezó en las categorías inferiores, pasando a formar parte de la primera plantilla en 2000. LLegó a la final de la Copa de Dinamarca en 2004, pero el título finalmente se lo llevó el FC Copenhague, que ganó aquel partido por un gol a cero. En 2008 se proclama campeón de Liga. En la temporada siguiente es nombrado capitán del equipo.

## Selección nacional
Ha sido internacional con la selección de fútbol de Dinamarca en dos ocasiones. 
Su debut se produjo el 1 de julio de 2008 en el partido contra Polonia que terminó 1-1, Augustinussen ingresó al campo en el minuto 78' sustituyendo a su compañero Christian Poulsen.

## Clubes
| Club                 | País           | Año       |
| -------------------- | -------------- | --------- |
| Aalborg Boldspilklub | Dinamarca      | 2000-2009 |
| Red Bull Salzburgo   | Estados Unidos | 2009-2010 |
| Aalborg Boldspilklub | Dinamarca      | 2011-2016 |

## Títulos
- 1 Liga de Dinamarca (Aalborg BK, 2008)